# Now and Forever (álbum de Air Supply)
| Críticas profissionais | Críticas profissionais |
| Avaliações da crítica  | Avaliações da crítica  |
| Fonte                  | Avaliação              |
| ---------------------- | ---------------------- |
| allmusic               | link                   |

Now and Forever, lançado em 1982, é o sétimo álbum de estúdio da banda pop australiana Air Supply.

## Faixas
1. "Now and Forever" (Russell) - 3:50
2. "Even the Nights Are Better" (Bell, Skinner, Wallace) - 3:57
3. "Young Love" (Russell) - 4:00
4. "Two Less Lonely People in the World" (Greenfield, Hirsch, Russell) - 3:59
5. "Taking the Chance" (Russell) - 4:12
6. "Come What May" (Snow, Weil) - 3:56
7. "One Step Closer" (Russell) - 3:49
8. "Don't Be Afraid" (Esler-Smith, Russell) - 3:20
9. "She Never Heard Me Call" (Goh, Russell) - 3:24
10. "What Kind of Girl" (Goh, Russell) - 3:50

## Desempenho nas paradas musicais
| Parada musical (1982)           | Melhor posição |
| ------------------------------- | -------------- |
| Alemanha (Media Control Charts) | 61             |
| Canadá (RPM Top 50 Albums)      | 20             |
| Estados Unidos (Billboard 200)  | 25             |
| Japão (Oricon)                  | 3              |
| Nova Zelândia (RIANZ)           | 46             |

## Certificações
| País                  | Certificação | Data                   | Vendas certificadas |
| --------------------- | ------------ | ---------------------- | ------------------- |
| Estados Unidos - RIAA | Platina      | 1 de fevereiro de 1983 | 1.000.000           |